# Fatah-Conseil révolutionnaire
Pour les articles homonymes, voir FCR.
 (novembre 2022).
La mise en forme du texte ne suit pas les recommandations de Wikipédia : il faut le « wikifier ».
Les points d'amélioration suivants sont les cas les plus fréquents. Le détail des points à revoir est peut-être précisé sur la page de discussion.
- Les titres sont pré-formatés par le logiciel. Ils ne sont ni en capitales, ni en gras.
- Le texte ne doit pas être écrit en capitales (les noms de famille non plus), ni en gras, ni en italique, ni en « petit »…
- Le gras n'est utilisé que pour surligner le titre de l'article dans l'introduction, une seule fois.
- L'italique est rarement utilisé : mots en langue étrangère, titres d'œuvres, noms de bateaux, etc.
- Les citations ne sont pas en italique mais en corps de texte normal. Elles sont entourées par des guillemets français : « et ».
- Les listes à puces sont à éviter, des paragraphes rédigés étant largement préférés. Les tableaux sont à réserver à la présentation de données structurées (résultats, etc.).
- Les appels de note de bas de page (petits chiffres en exposant, introduits par l'outil «  Source ») sont à placer entre la fin de phrase et le point final[comme ça].
- Les liens internes (vers d'autres articles de Wikipédia) sont à choisir avec parcimonie. Créez des liens vers des articles approfondissant le sujet. Les termes génériques sans rapport avec le sujet sont à éviter, ainsi que les répétitions de liens vers un même terme.
- Les liens externes sont à placer uniquement dans une section « Liens externes », à la fin de l'article. Ces liens sont à choisir avec parcimonie suivant les règles définies. Si un lien sert de source à l'article, son insertion dans le texte est à faire par les notes de bas de page.
- La présentation des références doit suivre les conventions bibliographiques. Il est recommandé d'utiliser les modèles {{Ouvrage}}, {{Chapitre}}, {{Article}}, {{Lien web}} et/ou {{Bibliographie}}. Le mode d'édition visuel peut mettre en forme automatiquement les références.
- Insérer une infobox (cadre d'informations à droite) n'est pas obligatoire pour parachever la mise en page.

Pour une aide détaillée, merci de consulter Aide:Wikification.
Si vous pensez que ces points ont été résolus, vous pouvez retirer ce bandeau et améliorer la mise en forme d'un autre article.
Fatah-Conseil Révolutionnaire ou FCR (arabe : فتح المجلس الثوري, Fatah-Majlis al Thawri, Fatah-CR), nommé également Organisation Abou Nidal, est un mouvement palestinien extrémiste formé en 1974 par Sabri al Banna, connu sous le nom de guerre Abou Nidal, en rupture avec le Fatah.
Selon Robert Fisk l'organisation Abou Nidal fonctionnait aussi comme un groupe mercenaire. Certains États arabes, tout particulièrement l'Irak, l'utilisait ponctuellement pour des missions à l'étranger. Patrick Seale, qui a consacré une biographie à Abou Nidal, révèle que celui-ci aurait même travaillé pendant un certain temps pour le Mossad israélien.
L'organisation est placée sur la liste officielle des organisations terroristes du Canada, des États-Unis, de l'Union européenne et du Royaume-Uni.
Soutenue à ses débuts par l'Irak, le Fatah-Conseil Révolutionnaire est d'abord basée à Bagdad (1974-83). Chassée en 1983 par Saddam Hussein, qui cherche à conserver le soutien des Occidentaux dans la guerre Iran-Irak, le Fatah-CR s'établit à Damas en Syrie de 1983 à 1987. Mais les liens avec l'Irak subsistent[réf. nécessaire]. À la fin 1987, le Fatah-CR déplace son quartier-général opérationnel dans la plaine de la Bekaa libanaise, où sa présence est importante, tandis que le QG politique s'installe en Libye. La Libye met à sa disposition des camps d'entraînement à Gharyan, Ma'atan as Sarah et Ras al-Hilal.
Sous ses différentes appellations, le Fatah-CR a commis des attentats dans de nombreux pays, entre autres en Italie (dont les attentats des aéroports de Rome et de Vienne, au Pakistan, en Grèce, aux Émirats arabes unis ou encore en France). Le Fatah-CR est suspecté d'avoir perpétré la fusillade de la rue des Rosiers.
En 1988, Sabri al Banna (Abou Nidal), son chef, revient s'établir officiellement en Irak, tout en conservant son quartier-général en Libye. En janvier 1991, le Fatah-CR regroupe ses quartiers-généraux dans le quartier Mar Elias de Beyrouth. Il entretient également une antenne en Algérie.
Depuis 1987-1988, le Fatah-CR est partagée entre une tendance dure, dont Abou Nidal mort en Irak en 2002 est le tenant, et une tendance modérée, probablement soutenue par la Libye, qui cherche à se rapprocher de l'Occident. Cette tension a conduit à l'élimination de responsables modérés de l'organisation.
L'organisation ne disposait d'aucune base politique auprès des Palestiniens et dépendait du soutien de certains États arabes. Elle n'a plus d’activité militaire depuis le milieu des années 1990.

## Présentation
L'organisation Abu Nidal est formée en 1974 par Sabri al Banna, soutenue par l'Irak, la Syrie puis la Libye. Après les accords d'après la guerre du Kippour, l'OLP concentre ses attaques contre des cibles israéliennes dans les territoires occupés. L'organisation Abu Nidal décide de continuer le terrorisme international. Les attaques d'Abu Nidal sont concentrées en Europe, il s'en prend à Israël, à l'OLP et aux groupes palestiniens plus modérés.
En 1980, il tue un attaché commercial israélien à Bruxelles, l'année suivante le maire de Vienne est tué et une synagogue est attaquée (2 morts, 17 blessés). D'autres synagogues sont attaqués par la suite à Rome (un enfant tué et dix blessés), à Istanbul (22 morts) ainsi que des cibles juives, des cafés (à Rome et à Paris notamment), des assassinats de diplomates (du Koweït et des émirats arabes unis notamment) et des attaques d'aéroports, d'avions et des kidnappings.
Ils orchestrent également des attaques contre des avions : comme le vol TWA 841 en 1974 qui est victime d'une attaque à la bombe (avec 88 morts et aucun survivant), le vol Gulf Air 771 en 1983 (dont les 112 voyageurs sont tués), le vol EgyptAir 648 en 1985 (dont 58 passagers sont tués sur les 89) ou la prise d'otage du vol 73 Pan Am en 1986 (avec plus de 21 tués sur 360 passagers).
Depuis les années 1990 l'organisation n'est plus active.

## Les attentats attribués à Abou Nidal
De nombreux attentats sont attribuées à Abou Nidal, :
- 5 septembre 1972 : Abu Nidal aurait participé à la planification du massacre de Munich aux Jeux olympiques d'été de 1972.

- 5 septembre 1973 : Occupation de l'ambassade d'Arabie saoudite à Paris, afin d'obtenir la libération d'Abu Daoud, alors emprisonné en Jordanie.
- 25 novembre 1973 : vol KLM de Beyrouth à New York et Tokyo détourné de l'espace aérien irakien et dérouté vers Nicosie, Chypre, puis La Valette, Malte. Passagers et membres d'équipage libérés. Revendiqué par l'Organisation nationaliste arabe de la jeunesse.

- 8 septembre 1974 : bombardement du vol TWA 841. Les 79 passagers sont morts.
- Octobre 1974 : tentative d'assassinat avortée contre Yasser Arafat et Mahmoud Abbas. À la suite de cela, il est condamné à mort par contumace par le conseil de l'OLP. C'est à ce moment qu'il fonde l'organisation indépendante Abu Nidal.
- 22 novembre 1974 : vol British Airways Vickers VC-10 de Londres vers l'Extrême-Orient détourné à Dubaï et dérouté vers Tunis. Un passager a été tué. Les pirates de l'air ont été autorisés à se rendre en Libye.

- 27 septembre 1976 : attaque et prise de contrôle de l'hôtel Semiramis, à Damas en Syrie. Le lendemain, trois des assaillants capturés sont pendus en public.
- 11 octobre 1976 : Attaques contre les ambassades syriennes à Islamabad, Pakistan et Rome, Italie.
- 17 novembre 1976 : des combattants de l'ANO prennent d'assaut l'hôtel Intercontinental d'Amman, en Jordanie, prenant plusieurs otages. L'hôtel a été pris d'assaut à son tour par les forces de sécurité jordaniennes et trois hommes armés, deux soldats et deux civils ont été tués. Les assaillants restants ont été exécutés peu après.
- 1er décembre 1976 : le ministre syrien des Affaires étrangères, Abdul Halim Khaddam, est blessé par balle dans une attaque contre sa voiture à Damas.
- 13 décembre 1976 : attaque déjouée contre l'ambassade de Syrie à Istanbul.
- Octobre 1977 : Deuxième tentative d'assassinat contre Khaddam à l'aéroport d'Abu Dhabi, au cours de laquelle le ministre des Affaires étrangères des Émirats arabes unis est tué par accident.
- 15 novembre 1977 : Assassinat du directeur de la Bibliothèque arabe, Paris.
- 4 janvier 1978 : Assassinat de Said Hammami, représentant de l'OLP à Londres, Grande-Bretagne.
- 18 février 1978 : le journaliste égyptien Youssef al-Seba'i est tué alors qu'il était président de la Conférence de l'Organisation pour la solidarité avec les peuples d'Afrique, d'Asie et d'Amérique latine.
- 1978 : Assassinat d'un représentant de l'OLP à Bruxelles, Belgique.
- 15 juin 1978 : Assassinat d'Ali Yassin, représentant de l'OLP au Koweït.
- 3 août 1978 : Izz al-Din al-Kalak, représentant de l'OLP à Paris, en France, est assassiné avec un assistant.
- 5 août 1978 : les bureaux de l'OLP à Islamabad, au Pakistan, sont attaqués.
- 1978 : Assassinat d'un représentant de l'OLP à Rome, Italie.
- 1978 : Assassinat d'un représentant de l'OLP à Madrid.
- 17 janvier 1980 : Yussouf Moubarak, directeur de la bibliothèque-boutique palestinienne, est assassiné à Paris, en France.
- 27 juillet 1980 : attaque du camp d'été d'Anvers. Mené avec 2 grenades à main, le membre d'Abu Nidal Said Al Nasr a transporté un groupe d'enfants juifs attendant avec leurs familles un bus de camp d'été à Anvers, en Belgique. (Mort d'un spectateur de 15 ans, 8 autres gravement blessés).
- 27 juillet 1980 : revendique la responsabilité du meurtre d'un attaché commercial israélien à Bruxelles.
- 6 février 1981 : Hisham Muheissen, le responsable des affaires jordaniennes à Beyrouth est enlevé et trois de ses gardes du corps tués par des assaillants non identifiés, soupçonnés plus tard d'être des ANO. Mulheissen a été libéré indemne 67 jours plus tard.
- 1er mai 1981 : Assassinat du conseiller municipal Heinz Nittel, président de l'Association d'amitié austro-israélienne à Vienne, en Autriche. Ce dernier avait été impliqué dans le processus de paix en Israël.
- 1er juin 1981 : meurtre de Naim Khader, le représentant de l'OLP en Belgique.
- 1er août 1981 Une série d'attentats à la bombe endommagent plusieurs banques et entreprises françaises, le bureau d'Air France et l'ambassade d'Arabie saoudite à Beyrouth, mais personne n'est gravement blessé.
- 29 août 1981 : Attaque de la synagogue de Vienne Trois hommes attaquent une synagogue de Vienne avec des mitrailleuses. Deux civils ont été tués et 23 blessés, dont 3 policiers. Les assaillants ont été arrêtés et emprisonnés.
- '4 septembre 1981 : l'ambassadeur de France au Liban, Louis Delamare est assassiné dans une rue de Beyrouth lors d'une tentative d'enlèvement ratée.
- 23 septembre 1981 : Cinq Chypriotes grecs sont blessés dans une attaque à la grenade contre des bureaux d'expédition à Limassol.
- 6 octobre 1981 : l'officier de l'OLP Majed Abu Sharar est assassiné par une bombe cachée dans sa chambre d'hôtel à Rome, en Italie. L'ANO a affirmé qu'il compromettait les principes de la révolution.
- 7 novembre 1981 : Une tentative d'enlèvement contre un diplomate saoudien est déjouée à Beyrouth.
- 3 juin 1982 : tentative d'assassinat à Londres de Shlomo Argov, ambassadeur d'Israël au Royaume-Uni. Le gouvernement israélien a blâmé l'OLP pour l'attaque, et ce fut l'un des incidents qui a provoqué une invasion à grande échelle du Liban le 6 juin. Argov a été définitivement invalide et est décédé de ses blessures 21 ans plus tard.
- 4 juin 1982 : un diplomate koweïtien est assassiné devant son domicile à New Delhi, en Inde.
- 7 juillet 1982 : Un diplomate jordanien est assassiné et un autre grièvement blessé lors d'une attaque dans une rue d'Athènes en Grèce.
- 9 août 1982 : Yussouf Moubarak, directeur de la bibliothèque-boutique palestinienne, est assassiné à Paris, en France. attaque au pistolet et à la grenade contre le restaurant Goldenberg dans le quartier juif de Paris, en France, fait six morts et 22 blessés.
- 26 août 1982 : Deux tentatives d'assassinats ratées : une contre le consul des Émirats arabes unis à Bombay et une autre contre un diplomate koweïtien à Karachi, au Pakistan.
- 1982 : Assassinat d'un responsable de l'OLP à Madrid, Espagne.
- 16 septembre 1982 : le diplomate koweïtien Najeed Sayed al-Rafaia est assassiné à Madrid, en Espagne, lorsqu'il a été confondu avec l'ambassadeur.
- 18 septembre 1982 : Quatre personnes sont blessées lorsqu'une synagogue de Bruxelles est attaquée lors d'un incident de «shoot and run».
- 9 octobre 1982 : Attaque de la Grande Synagogue de Rome : cinq attaquants élégamment vêtus lancent au moins trois grenades à main et pulvérisent une foule de personnes avec des tirs de mitraillette, alors qu'ils quittent la synagogue centrale de Rome, en Italie. Un bambin de 2 ans (Stefano Gaj Taché) a été tué lors de l'attaque et 37 personnes ont été blessées.
- 10 avril 1983 :Membre de l'OLP et l'aide d'Arafat, Issam Sartawi, sont tués lors de la conférence de l'Internationale Socialiste à Albufeira, au Portugal.
- 1983 : Attaque de l'ambassadeur de Jordanie en Italie, à Rome, qui survit.
- 29 août 1983 : un avion français est détourné de Vienne, en Autriche, et emmené à Téhéran. Personne n'a été blessé dans l'incident.
- 23 septembre 1983 : bombardement du vol 771 de Gulf Air. 117 personnes tuées.
- 26 octobre 1983 : l'ambassadeur de Jordanie en Inde a été abattu six fois dans une embuscade à New Delhi, mais a survécu à ses blessures.
- 27 octobre 1983 : l'ambassadeur de Jordanie en Italie, Taysir AlaEddin Toukan, est blessé par balle et son chauffeur lors d'une embuscade par deux hommes armés à Rome. Les deux hommes ont survécu.
- 7 novembre 1983 : attaque contre l'ambassade de Jordanie à Athènes, en Grèce. Un garde est tué.
- 26 décembre 1983 : Deux personnes sont blessées par l'explosion d'une bombe à l'extérieur d'un grand magasin Marks and Spencers à Londres, en Angleterre. L'armée républicaine irlandaise provisoire est blâmée, mais il ressort plus tard que l'ANO est responsable.
- Décembre 1983 : Accusé de responsabilité dans l'attentat à la bombe contre le Centre culturel français d'Izmir, en Turquie.
- 29 décembre 1983 : L'ambassadeur de Jordanie en Espagne est assassiné à Madrid.
- Année 1984 : Assassinats des trois ambassadeurs de Jordanie en Inde, en Espagne et en Italie.
- 8 février 1984 : Les Emirats Arabes Unis ambassadeur de France, Khalifa Abdel Aziz al-Moubarak, a été assassiné dans une rue de Paris.
- 7 mars 1984 : trois tués et neuf blessés dans l'attentat à la bombe contre un bus civil à Ashdod, en Israël.
- 24 mars 1984 : À Amman, une bombe a été trouvée et retirée à l'Hôtel Intercontinental, qui coïncide avec la visite de la reine Elizabeth II en Jordanie.
- 28 mars 1984 : Kenneth Whitty, représentant de British Cultural Attache et représentant du British Council, est assassiné dans une rue d'Athènes en Grèce par un seul homme armé, coïncidant avec le début d'une tournée européenne de A School For Scandal, pour célébrer le 50e anniversaire du British Council, qui ouvert à Athènes trois jours plus tard, le 31 mars.
- 2 avril 1984 : 48 personnes sont blessées par une attaque à la mitrailleuse contre un centre commercial bondé à Jérusalem, en Israël.
- 24 mai 1984 : Une bombe explose dans un restaurant d'Athènes, personne n'est blessé.
- 5 juin 1984 : tentative d'assassinat d'un diplomate israélien au Caire, en Égypte.
- 4 octobre 1984 : une voiture piégée explose dans le parking de l'ambassade d'Israël à Nicosie, Chypre. Une personne a été blessée
- 4 octobre 1984 : un agent du renseignement israélien est tué avec quatre autres personnes dans une embuscade dans une rue de Beyrouth.
- 26 octobre 1984 : La tentative d'assassinat d'un haut diplomate émirien à Rome, en Italie, le laisse dans le coma et une femme est décédée.
- 28 novembre 1984 : Percy Norris, haut-commissaire adjoint britannique à Bombay, en Inde, est abattu par un tireur non identifié alors qu'il traversait la circulation.
- 29 novembre 1984 : les bureaux de British Airways à Beyrouth, au Liban, sont bombardés.
- Novembre 1984 : tentative d'assassinat d'un diplomate jordanien en Grèce.
- 4 décembre 1984 : tue un diplomate jordanien à Bucarest, en Roumanie, sous le nom de septembre noir.
- 26 décembre 1984 : bombardement du domicile du vétéran du Fatah et du chef de l'OLP Hani al-Hassan (alias Abu Tariq, Abu al-Hassan), à Amman, en Jordanie. Utilise le nom Black September.
- 29 décembre 1984 : Assassinat à Amman, en Jordanie, de l'ancien maire d'Hébron et modéré de Cisjordanie Fahd Qawasma, qui avait été expulsé par Israël pour incitation à la violence ; à Amman, Jordanie; utilise le nom Black September.
- 25 mars 1985 : le journaliste britannique Alec Collett, travaillant pour l'ONU, est enlevé à Beyrouth, au Liban, avec un Autrichien qui sera bientôt libéré. Le 23 avril 1986, il a été pendu pour se venger de l'opération El Dorado Canyon.
- 1985 : Attaque d'un hôtel de villégiature à Athènes, en Grèce. 13 blessés.
- 21 mars 1985 : bombardement des bureaux de la Royal Jordanian Airlines (ALIA) à Rome, en Italie, sous le nom de Black September.
- 21 mars 1985 : bombardement des bureaux de Royal Jordanian Airlines (ALIA) à Athènes, en Grèce, sous le nom de Black September.
- 21 mars 1985 : bombardement des bureaux de Royal Jordanian Airlines (ALIA) à Nicosie, Chypre, sous le nom de Septembre noir.
- 3 avril 1985 : attaque à la roquette contre un avion de ligne ALIA décollant de l'aéroport d'Athènes. Aucune victime.
- 4 avril 1985 : attaque à la roquette contre l'ambassade de Jordanie en Italie.
- 1er mai 1985 : une tentative d'assassinat contre un rédacteur en chef d'un journal koweïtien soupçonné d'être doux envers Israël a échoué.
- 19 juin 1985 : l'aéroport de Francfort a été bombardé lors d'une attaque qui a tué 3 personnes, dont deux enfants, et blessé 74.
- 1er juillet 1985 : bombardement du bureau de British Airways à Madrid, en Espagne. Une personne a été tuée, 27 blessées. Attaque quasi simultanée contre les bureaux d'ALIA à proximité, faisant deux blessés.
- 11 juillet 1985 : 11 personnes ont été tuées et 90 autres blessées dans deux explosions de bombes importantes dans des cafés de Koweït City. Parmi les morts figurait la cible des attentats, le chef de la section d'enquête de la police koweïtienne. Une troisième bombe a été désamorcée avec succès.
- 7 juillet 1985 : Un yacht transportant des Juifs français et belges a été détourné de la bande de Gaza et s'est rendu en Libye avec huit otages civils. Ces personnes sont ensuite utilisées comme « monnaie d'échange » dans les relations libyennes avec la France et Abu Nidal avec la Belgique, jusqu'à ce qu'elles soient toutes libérées en 1990. Abu Nidal prend la responsabilité de cet acte en novembre 1987 (incident Silco).
- 22 juillet 1985 : Echec du bombardement de l'ambassade américaine en Égypte.
- 21 juillet 1985 : Un bureau de Kuwati Airlines est détruit à Beyrouth. Personne n'a été blessé.
- 24 juillet 1985 : le diplomate jordanien Zayed Sati est assassiné à Istanbul, en Turquie.
- 16 septembre 1985 : des grenades sont lancées dans une attraction touristique populaire, le Café de Paris à Rome, en Italie, blessant 38 personnes.
- Novembre 1985 : détournement du vol 648 d'EgyptAir à Malte. Résolu après que des commandos égyptiens ont pris d'assaut l'avion, tuant 1 des 3 pirates de l'air, dont l'un avait été tué lors d'une fusillade en vol avec un marshal céleste, bien que 58 des 91 passagers soient morts.
- 7 octobre 1985 : 11 personnes sont blessées par une bombe qui explose dans un immeuble résidentiel à Jérusalem.
- 20 novembre 1985 : Deux Palestiniens ont été assassinés en Jordanie par l'ANO parce qu'ils étaient apparemment associés à Yasser Arafat.
- 19 décembre 1985 : Un tribunal de Nantes, en France, est retenu en otage par un homme armé pendant plusieurs heures lors d'une manifestation symbolique. Personne n'a été blessé.
- 27 décembre 1985 : Attentats contre les comptoirs de l'aéroport israélien El Al à Rome et à Vienne. 18 morts, 111 blessés.
- 28 mars 1986 : Deux professeurs travaillant à Beyrouth, Leigh Douglas, britannique et Philip Padfield, américain, sont enlevés par des agents de l'ANO. Tous deux ont été exécutés le 17 avril en représailles à l'opération El Dorado Canyon.
- 2 avril 1986 : quatre personnes sont tuées dans le bombardement du vol TWA 840 au- dessus de Corfou.
- 17 avril 1986 : le journaliste britannique John McCarthy est enlevé à Beyrouth en réponse à l'opération El Dorado Canyon. Il a été libéré en 1991.
- 27 avril 1986 : le touriste britannique Paul Appelby est enlevé et assassiné à Jérusalem.
- 27 mai 1986 : une personne a été tuée et cinq autres blessées lors de six attentats à la bombe contre Saudi Airlines et les bureaux panaméricains de Karachi, au Pakistan.
- 21 juin 1986 : une attaque à la roquette contre l'ambassade d'Irak à Vienne, en Autriche, est déjouée.
- 5 septembre 1986 : 19 personnes tuées lors du détournement du vol Pan Am 73 à Karachi.
- 6 septembre 1986 : des hommes armés ont pris d'assaut la synagogue Neve Shalom à Istanbul, en Turquie, pendant le sabbat. Ils ont abattu 22 personnes et incendié le bâtiment avant d'être tués lors de l'explosion (éventuellement délibérée) d'une grenade.
- 11 septembre 1986 : le directeur syrien de l'International Lions Club, Victor Kano, a été enlevé à Beyrouth, mais a ensuite été libéré indemne.
- 5 novembre 1986 : roquettes frappent les ambassades de Roumanie à Bahreïn et au Liban pour protester contre le soutien de la Roumanie au processus de paix. Personne n'a été blessé.
- 19 janvier 1987 : Deux jeunes Israéliens ont été poignardés de façon non mortelle à Jérusalem, apparemment après être tombés sur des agents de l'ANO par accident.
- 5 mars 1987 : Deux Palestiniens ont été enlevés et pendus en Turquie sur des "accusations" non prouvées d'être des agents secrets jordaniens.
- 1988 : attentat à la voiture piégée devant l'ambassade d'Israël à Chypre. Trois morts.
- 5 février 1988 : Deux travailleurs humanitaires scandinaves sont enlevés à Beyrouth et libérés un mois plus tard.
- '23 mars 1988 : Un homme a tiré sur un bus à Bombay, en Inde, qui transportait un équipage de vol d'Alitalia. Une personne blessée. Deux jours plus tard, des grenades ont été découvertes et retirées du consulat saoudien dans la ville.
- 15 mai 1988 : attaques simultanées à l'arme à feu et à la grenade contre l'hôtel Acropole et le club du Soudan à Khartoum visant des diplomates occidentaux et leurs familles. Quatre Britanniques, trois Américains et deux Soudanais tués, 21 personnes blessées.
- 11 mai 1988 : Un gros camion piégé explose près de l'ambassade d'Israël à Nicosie, à Chypre. Le chauffeur est l'une des trois personnes tuées, apparemment lorsqu'un complice a fait exploser à distance l'appareil tôt. 19 personnes ont été blessées.
- 11 juillet 1988 : une voiture piégée explose prématurément à un quai à Athènes, tuant deux membres de l'ANO. Elle est suivie d'une attaque contre le bateau de croisière City of Poros, qui fait neuf morts et 98 blessés.
- 20 août 1988 : 25 personnes sont blessées dans l'explosion d'une grenade à main dans un centre commercial de Haïfa, en Israël.
- 17 novembre 1988 : Un employé de la Croix-Rouge suisse est enlevé à Sidon, au Liban, et détenu pendant un mois avant d'être libéré indemne.
- 4 janvier 1989 : un diplomate saoudien, Salah Al-Maliki, est tué et un autre homme blessé près de l'ambassade à Bangkok, Thaïlande
- 29 mars 1989 : Deux religieux musulmans opposés à la fatwah de Salman Rushdie sont assassinés dans une mosquée à Bruxelles, en Belgique.
- 4 octobre 1989 : Dr Joseph Wybran, juif belge et militant pour la paix, est assassiné à Bruxelles.
- 6 octobre 1989 : deux employés de la Croix-Rouge suisse sont enlevés à Beyrouth. Tous deux ont été libérés sains et saufs en août 1990.
- 25 juillet 1990 : Un membre éminent de la communauté israélienne à Lima, au Pérou, a été grièvement blessé lors d'une tentative d'assassinat.
- 12 octobre 1990 : un homme politique égyptien est abattu au Caire. Les forces ANO soutenues par l'Égypte et l'Irak étaient considérées comme responsables.
- 14 janvier 1991 : Assassinat à Tunis d'Abu Iyad, un haut dirigeant du Fatah, qui était le plus proche collaborateur d'Arafat et le commandant en second de l'OLP. Le commandant du secteur ouest de l'OLP (Israël) Abu Hul et l'un de leurs gardes du corps ont également été tués.
- 29 octobre 1991 : une roquette frappe le complexe de l'ambassade américaine à Beyrouth. Personne n'a été blessé.
- 8 juin 1992 : officier de l'OLP, Atef Bseiso, est assassiné à Paris. L'ANO a revendiqué le crédit, mais la déclaration de l'OLP a accusé le Mossad.
- 30 juin 1992 : Quatre combattants de l'OLP sont assassinés dans une embuscade coordonnée à Sidon, au Liban. L'un des morts était Anwar Madi, commandant de l'OLP dans le sud du Liban.
- 15 novembre 1993 : Un responsable de l'OLP est assassiné à Sidon, au Liban.
- 29 janvier 1994 : Assassinat de Naeb Imran Maaytah, diplomate jordanien, dans une rue de Beyrouth. Les autorités jordaniennes ont laissé entendre que l'ANO avait mené cette attaque au nom de la Libye.
- 1997 : Assassinat de deux membres du Fatah-RC au Liban pour des accusations de détournement de fonds.
- 1997 : Abou Nidal est accusé d'avoir assassiné l'islamiste égyptien Sheikh Moutaleb au Yémen.